# Lluís Joan del Milà i Borja
Lluís Joan del Milà i Borja, anomenat el cardenal de Sogorb, o de Lleida (nascut cap el 1430/1433 a Xàtiva, i mort a Bèlgida l'any 1510) és un cardenal valencià dels segles XV i XVI. La seva mare, Catalina de Borja, era germana del papa Calixt III i és cosí del cardenal Roderic de Borja, el futur Alexandre VI.

## Biografia
De Milà estudia un temps a la universitat de Bolonya i és canonge a Xàtiva i prepòsit a València. Té un fill il·legítim, Jaume del Milà i Borja. L'any 1453, és nomenat bisbe de Sogorb i governador de Bolonya l'any 1455.
El seu oncle, el papa Calixt III el fa cardenal in pectore en el consistori del 20 de febrer de 1456. La creació és publicada al consistori del 17 de setembre següent. Del Milà és nomenat legat latere a Bolonya. És traslladat a Lleida el 1459. L'any 1483, és cardenal protoprete. Del Milà és abat comendatari de l'abadia de Sant Vicenç, a la diòcesi de Lleida i de l'abadia de Saint-Benigne de Dijon.
El cardenal Del Milà participa en el conclave de 1458 en el qual Pius II va ser triat Papa, però no participa als conclaves de 1464 (elecció de Pau II), de 1471 (elecció de Sixt IV), de 1484 (elecció d'Innocenci VIII), de 1492 (elecció del seu cosí Alexandre VI), ni als conclaves de 1503 (elecció de Pius III i de Juli II). En efecte, malgrat una breu visita a Roma sota el pontificat de Pau II, Del Milà va viure en una jubilació completa, fins al punt que la seva data precisa de mort és desconeguda.